# Epítetos escolásticos
Durante a época escolástica, era costume na Europa designar os académicos e homens de ciência mais importantes e conhecidos mediante epítetos que assinalassem a sua excelência ou dignidade. A lista seguinte reúne alguns dos principais epítetos concedidos nesse período, juntamente com as datas de morte dos correspondentes académicos.

## Lista alfabética, por epíteto

### Doutores em teologia
| Epíteto                                       | Nome                           | Ordem religiosa | Morte        |
| --------------------------------------------- | ------------------------------ | --------------- | ------------ |
| Doctor Magister Abstractionum                 | Francisco de Mayronis          | O.F.M.          | 1325 ou 1327 |
| Doctor Acutissimus                            | Sixto IV                       | -               | 1484         |
| Doctor Acutus                                 | Francisco de Mayronis          | O.F.M.          | 1325-27      |
| Doctor Acutus                                 | Gabriel Vázquez                | S.J.            | 1604         |
| Doctor Amoenus                                | Robert Cowton                  | O.F.M.          | 1340         |
| Doctor Angelicus                              | Tomás de Aquino                | O.P.            | 1274         |
| Doctor Arca testamenti; Evangelical Doctor    | António de Lisboa/Pádua        | O.F.M.          | 1231         |
| Doctor Authenticus                            | Gregório de Rímini             | O.S.A.          | 1358         |
| Doctor Authenticus                            | Thomas Netter                  | O. Carm.        | 1431         |
| Doctor Averroista et philosophiae parens      | Urbanus                        | O.S.M.          | 1403         |
| Doctor Beatus et fundatissimus                | Gil de Roma                    | O.S.A.          | 1316         |
| Doctor Bonus                                  | Walter Burley                  | O.F.M.          | 1310         |
| Doctor Christianus                            | Nicolau de Cusa                | -               | 1464         |
| Doctor Clarus                                 | Luís Montesinos                | -               | 1621         |
| Doctor Clarus ac subtilis                     | Denis de Cîteaux               | -               | Século XV    |
| Doctor Collectivus                            | Landolfo Caracciolo            | O.F.M.          | 1351         |
| Doctor Columna doctorum                       | Guilherme de Champeaux         | O.S.B.          | 1121         |
| Doctor Contradictionum                        | Johann Wessel Gansfort         | -               | 1489         |
| Doctor Difficilis                             | Giovanni da Ripa               | O.F.            | 1368         |
| Doctor Divinus Ecstaticus                     | Jan van Ruysbroek              | Can. Reg.       | 1381         |
| Doctor doctorum Scholasticus                  | Anselmo de Laon                | -               | 1117         |
| Doctor Dulcifluus                             | Antonius Andreas               | O.F.M.          | 1320         |
| Doctor Ecstaticus                             | Dionísio da Cartuxa            | -               | 1471         |
| Doctor Eminens                                | São João da Mata               | O.Trin.         | 1213         |
| Doctor Emporium theologiae                    | Laurent Gervais                | O.P.            | 1483         |
| Doctor Evangelicus                            | John Wycliffe                  | -               | 1330         |
| Doctor Excellentissimus                       | Antonio Corsetti               | -               | 1503         |
| Doctor Eximius                                | Francisco Suárez               | S.J.            | 1617         |
| Doctor Facundus                               | Pedro Auréolo                  | O.F.M.          | 1322         |
| Doctor Famosissimus                           | Petrus Alberti                 | O.S.B.          | 1426         |
| Doctor Famosus                                | Bertrand de Turre              | O.F.M.          | 1334         |
| Doctor Fertilis                               | Francisco de Candia            | O.F.M.          | Siglo XV     |
| Doctor Floridus                               | Guillaume de Vorillon          | O.F.            | 1463         |
| Doctor Flos mundi                             | Maurice O'Fiehely              | O.F.M.          | 1513         |
| Doctor Fundamentalis                          | Joannes Faber de Bordeaux      | -               | 1350         |
| Doctor Fundatissimus                          | Gil de Roma                    | -               | 1316         |
| Doctor Fundatissimus                          | Willem Hessels van Est         | -               | 1613         |
| Doctor Fundatus                               | Guilherme de Ware              | O.F.M.          | 1270         |
| Doctor Humilitate                             | Pedro de Betancur              | O.F.B           | 1667         |
| Doctor Hyperbolicus (Doctor Lügner)           | Martinho Lutero                | O.S.A/Prot.     | 1546         |
| Doctor Illibatus                              | Alexander Alamannicus          | O.F.M.          | Século XV    |
| Doctor Illuminatus                            | Francisco de Mayronis          | O.F.M.          | 1325-27      |
| Doctor Illuminatus                            | Ramon Llull                    | O.F.M.          | 1315         |
| Doctor Illuminatus et sublimis                | Johann Tauler                  | O.P.            | 1361         |
| Doctor Illustratus                            | Franciscus Picenus             | O.F.M.          | Siglo XIV    |
| Doctor Illustris                              | Adam Marsh                     | O.F.M.          | 1308         |
| Doctor Inclytus                               | William Mackelfield            | O.P.            | 1300         |
| Doctor Ingeniosissimus                        | André de Neufchâteau           | O.F.M.          | 1300         |
| Doctor Inter Aristotelicos Aristotelicissimus | Haymo de Faversham             | O.F.M.          | 1244         |
| Doctor Invincibilis                           | Pedro Tomás                    | O.F.M.          | Siglo XIV    |
| Doctor Irrefragibilis                         | Alexandre de Hales             | O.F.M.          | 1245         |
| Doctor Magister Sententiarum                  | Pietro Lombardo                | -               | 1164         |
| Doctor Magnus                                 | Gilbert de Citeaux             | O.Cist          | 1280         |
| Doctor Marianus                               | Anselmo de Canterbury          | O.S.B.          | 1109         |
| Doctor Marianus                               | Duns Escoto                    | O.F.M.          | 1308         |
| Doctor Mellifluus                             | Bernardo de Claraval           | O. Cist.        | 1153         |
| Doctor Mirabilis                              | Roger Bacon                    | O.F.M.          | 1294         |
| Doctor Mirabilis                              | Antonio Pérez S.I.             | S.J.            | 1649         |
| Doctor Moralis                                | Gerardus Odonis                | O.F.M.          | 1349         |
| Doctor Notabilis                              | Pierre de l'Ile                | O.F.M.          | Siglo XIV    |
| Doctor Ordinatissimus                         | Johannes de Bassolis           | O.F.M.          | ca. 1347     |
| Doctor Ornatissimus et sufficiens             | Petrus de Aquila               | O.F.M.          | 1344         |
| Doctor Pacificus (Proficuus, Imaginativus)    | Nicolas Bonet                  | O.F.M.          | 1360         |
| Doctor Parisiensis                            | Guido Terrena                  | O.Carm          | 1342         |
| Doctor Planus et utilis                       | Nicolau de Lira                | O.F.M.          | 1340         |
| Doctor Praeclarus                             | Peter de Kaiserslautern        | O.Praem         | 1330         |
| Doctor Praestantissimus                       | Thomas Netter                  | O.Carm          | 1431         |
| Doctor Profundissimus                         | Paulo de Veneza                | O.S.A.          | 1428         |
| Doctor Profundissimus                         | Gabriel Biel                   | Can. Reg.       | 1495         |
| Doctor Profundissimus                         | Juan Alfonso Curiel            | O.S.B.          | 1609         |
| Doctor Profundus                              | Thomas Bradwardine             | -               | 1349         |
| Doctor Profundus                              | Giacomo di Ascoli              | O.F.C.          | ca. 1310     |
| Doctor Rarus                                  | Hervaeus Natalis               | O.P.            | 1323         |
| Doctor Refulgidus                             | Pietro de Candia (Alexandre V) | -               | 1410         |
| Doctor Resolutissimus                         | Durandus de Saint-Pourçain     | O.P.            | 1334         |
| Doctor Resolutus                              | John Baconthorpe               | O.Carm.         | 1346         |
| Doctor Scholasticus                           | Pedro Abelardo                 | -               | 1142         |
| Doctor Scholasticus                           | Gilbert de la Porrée           | -               | 1154         |
| Doctor Scholasticus                           | Peter Lombard                  | -               | 1164         |
| Doctor Scholasticus                           | Peter de Poitiers              | -               | 1205         |
| Doctor Scholasticus                           | Hugo de Newcastle              | O.F.M.          | 1322         |
| Doctor Scotellus                              | Antonius Andreas               | O.F.M.          | 1320         |
| Doctor Scotellus                              | Pedro de Aquila                | O.F.M           | 1361         |
| Doctor Scotellus                              | Stephanus Brulefer             | O.F.M           | ca. 1497     |
| Doctor Seraphicus (Doctor Devotus)            | Boaventura                     | O.F.M.          | 1274         |
| Doctor Singularis et invincibilis             | Guilherme de Ockham            | O.F.M.          | 1347 o 1359  |
| Doctor Solemnis (Doctor Validus)              | Henrique de Gante              | -               | 1293         |
| Doctor Solidus Copiosus                       | Ricardo de Mediavilla          | O.F.M.          | 1300         |
| Doctor Speculativus (Doctor Gratiosus)        | Jaime de Viterbo               | O.S.A.          | 1307         |
| Doctor Strenuus (Doctor Proficuus)            | Pedro Tomás                    | O.F.            | Siglo XIV    |
| Doctor Sublimis                               | Franciscus de Bachone          | O.Carm.         | 1372         |
| Doctor Sublimis                               | Jean Courte-Cuisse             | -               | 1425         |
| Doctor Subtilis (Doctor Marianus)             | Duns Escoto                    | O.F.M.          | 1308         |
| Doctor Subtilissimus                          | Pedro de Mântua                | -               | Século XIV   |
| Doctor Succinctus                             | Francisco de Ascoli            | -               | ca. 1344     |
| Doctor Supersubtilis                          | Giovanni da Ripa               | O.F.            | 1368         |
| Doctor Universalis                            | Alain de Lille                 | -               | 1202         |
| Doctor Universalis                            | Alberto Magno                  | O.P.            | 1280         |
| Doctor Universalis                            | Gilberto, bispo de Londres     | -               | 1134         |
| Doctor Venerabilis et Christianissimus        | Jean Gerson                    | -               | 1429         |
| Doctor Venerandus                             | Geoffroy de Fontibus           | O.F.M.          | 1240         |
| Doctor Vitae Cenador                          | Johannes Wallensis             | O.F.M.          | 1300         |

### Doutores em direito
| Epíteto                           | Nome                    | Morte         |
| --------------------------------- | ----------------------- | ------------- |
| Doctor Aristotelis Anima          | Johannes Dondus         | 1380          |
| Doctor un Doctoribus              | Antonius Franciscus     | 1528          |
| Doctor Fons Canonum               | Johannes Andrea         | 1348          |
| Doctor Fons Juris Utriusque       | Henry de Susa (Ostia)   | 1267-81       |
| Doctor Lucerna Juris              | Baldo degli Ubaldi      | 1400          |
| Doctor Lucerna Juris Pontificii   | Panormitanus (O.S.B.)   | 1445          |
| Doctor Lumen Juris                | Papa Clemente IV        | 1268          |
| Doctor Lumen Legum                | Irnério                 | 1125 (depois) |
| Doctor Memoriosissimus            | Ludovicus Pontanus      | 1439          |
| Doctor Monarcha Juris             | Bartolomeu de Saliceto  | 1412          |
| Doctor Os Aureum                  | Bulgarus                | 1166          |
| Doctor Pater Decretalium          | Gregório IX             | 1241          |
| Doctor Pater et Organum Veritatis | Inocêncio IV            | 1254          |
| Doctor Pater Juris                | Inocêncio III           | 1216          |
| Doctor Pater Peritorum            | Pierre de Belleperche   | 1307          |
| Doctor Planus ac Perspicuus       | Walter Burleigh         | 1337          |
| Doctor Princeps Subtilitatum      | Francesco d'Accolti     | 1486          |
| Doctor Speculator                 | Guilherme Durando       | 1296          |
| Doctor Speculum Juris             | Bártolo de Sassoferrato | 1359          |
| Doctor Subtilis                   | Benedict Raymond        | 1440          |
| Doctor Subtilis                   | Filippo Corneo          | 1462          |
| Doctor Verus                      | Thomas Doctius, Siena   | 1441          |

### Outros epítetos
| Título                | Nome                 | Morte          | Notas/de tradução                                                                     |
| --------------------- | -------------------- | -------------- | ------------------------------------------------------------------------------------- |
| Apostolus             | São Paulo            | 67             | Devido à sua preeminência na Bíblia, epístolas e papel central nos Atos dos Apóstolos |
| Comentarista          | Averróis (Ibn Rushd) | 1198           |                                                                                       |
| Magister sententiarum | Pedro Lombardo       | 1160           |                                                                                       |
| Philosophus           | Aristóteles          | 322 a. C.      |                                                                                       |
| Propheta              | David                | Século X a. C. | Por ser autor dos Salmos                                                              |
| Theologus             | Agostinho de Hipona  | 430            |                                                                                       |